# Фелісіті Естон
Фелісіті Естон (англ. Felicity Aston, *7 жовтня 1977, Кент) — британська полярна мандрівниця та письменниця; за фахом метеоролог, ветеран походів в екстремальних умовах. Перша в історії жінка, яка перетнула Антарктиду на лижах поодинці. Вона також встановила ще один рекорд, ставши першою людиною, яка перетнула Антарктиду за допомогою лише власних м'язів. Раніше подібне вдавалося тільки змішаним командам.

## Похід через Антарктиду
Похід зайняв 59 днів — розпочався 25 листопада 2011 і завершився 23 січня 2012 р. Фелісіті подолала на лижах дистанцію 1.744 км (1.084 милей).
Відправною точкою був льодовик Льоверетт. О 17:00 годині за чилійським часовим поясом (20:00 GMT) Естон по радіо повідомила, що завершила подорож і дісталася до шельфового льодовика Ронне-Фільхнера біля затоки Геркулес (на 3 дні раніше запланованого строку), звідки до базового табіру її повинен забрати вертоліт.
На дистанції Фелісіті йшла, тягнучі за собою санки вагою 85 кг з їжею, наметом і спорядженням, котрий по досягненню нею Південного полюса «полегшав» до 55 кілограмів. На Великому центральному, що на Південному полюсі, їй довелося майже постійно боротися проти зустрічного вітру. Коли вона повернула до затоки Геркулес, їй довелося пробиватися через товстий свіжий сніг.

## Одяг та спорядження
Для регулювання температури — щоб уникнути перегріву тіла, що приводить до виділення вологи, а потім при зупинках, навпаки, веде до охолодження та швидко може призвести до гіпотермії — вона вдягнула багато шарів одягу. Вітрозахисна дихаюча куртка з хутряною обробкою мала наповнення з суміші термостійкої синтетики та вовни мериноса. Зкроєні на замовлення лижні штани типу Pertex salopettes з матеріалу «powerstretch» мали багато застібок-«блискавок» для вентиляції у «спекотні» дні.
У її спорядженні були дві бутанові запальнички, котрі не спрацьовували на висоті, та невелика коробка звичайних сірників. Вона щоденно посилала свої звіти в Twitter та Facebook. Для цього та для зв'язку з командою підтримки вона мала при собі два супутникові телефони і пристрій GPS. Транспортну підтримку їй забезпечила фірма Antarctic Logistics and Expeditions.

## Критика
На відміну від повідомлень більшості англомовних ЗМІ, деякі фахові оглядачі вважають, що похід Фелісіті Естон не можна вважати одиночним як таким в точному розумінні слова самотужки (або реєструвати як світовий рекорд), бо вона порушила деякі базові принципи, або умови, одиночного походу: вона на маршруті поповнювала провіант та замінила пару лиж. Відома американська журналістка та хронікер гімалайських експедицій Елізабет Говлі пояснює: «Хіба можна вважати „одиночним“ підйом на Еверест, коли людина використовує на марштруті мотузки або треки, зроблені іншими альпіністами, йде у зв'язці з напарником-шерпом, або має команду помічників в 200 осіб? <…> В чистому вигляді прикладом одиночного слід вважати сходження Райнгольда Месснера»

## Попередні досягнення
- Експедиції у всіх холодних регіонах світу, в тому числі Гренландії, Сибіру, Ісландії, Скандинавії, Арктиці і Антарктиці:
- участь у складі першої повністю жіночої команди у 360-мильній лижній гонці на витривалість «Полярний виклик» (англ. Polar challenge) по льодовиковому щиту канадської Арктики.
- 700-кілометровий перетин взимку озера Байкал в Сибіру та інші.

## Біографія
Фелісіті народилася та виросла в Кенті і має зріст 1.65 м (5 футів 6 дюймів), зовні «досить середня, має атлетичну статуру, але нічого видатного» — як зауважив Брайєн Дорсетт-Бейлі з асоціації British Antarctic Monument Trust. Першу в своєму житті «експедицію» Фелісіті здійснила у віці 9 років разом з батьками, піднявшись на третю за висотою гору Англії Гелвеллин (Helvellyn) в природному заповіднику «Край озер» на півночі Англії.
Штудіювала фізику та астрономію (ступінь бакалавра) в Університетському коледжі Лондона (UCL). Диплом магістра прикладної метеорології здобула в Університеті Редінга. Після чого працювала метеорологом Британської антарктичної служби.
Навчаючись на першому курсі університету Фелісіті взяла участь у 3-тижневій археологічні експедиції британської Школи Вивчення суспільства в пошуках залишків поселень вікінгів на південному заході Гренландії. У 2010 році Фелісіті побувала в геологічній експедиції в пошуках залишків метеоритів у віддаленій частині північного Квебека.
У 2000 і 2003 роках працювала на науковій станції Ротера (англ. Rothera Research Station) на Антарктичному півострові, з котрих два з половиною роки поспіль. Крім спостереження виснаження озонового шару Землі вона доглядала за невеликим форпостом авіаційної дозаправки. Часом Фелісіті та її колега були тільки удвох на території, розміром приблизно з Уельс.
Починаючи з 2004 року, Фелісіті зарекомендувала себе також як вільний автор літератури про подорожі та професійний речник.

## Премії та почесні звання
- Spirit of Adventure Award — премія товариства ім. Капітана Скотта
- Премія Wilderness Award
- Стипендія «Зробити краще»
- Стипендіат експедиційної Ради National Geographic (США) та Transglobe Expedition Trust
- Член товариства Winston Churchill Trust[en], почесний член Royal Commonwealth Society[en] та член Rotary International

## Книги
- Felicity Aston. Call of the White. Taking The World to the South Pole. — Summersdale Publ., 2011. — 320 p. ISBN 9781849531344

## Виноски
1. ↑  Чеська національна авторитетна база даних
2. ↑  В 1997 році Антарктиду перетнув норвежець Бьорге Усланд (Børge Ousland), але він використовував кайт
3. ↑  Polar Explorers.web: Popular rerun — AdventureStats Special: What is Solo? [Архівовано 2012-01-03 у Wayback Machine.](англ.)